# 斜帶櫛眼鰕虎魚
斜帶櫛眼鰕虎魚，为輻鰭魚綱鱸形目虾虎鱼亚目鰕虎鱼科的其中一種

## 分布
本魚分布於印度太平洋區，包括斯里蘭卡、臺灣、中國、日本、澳洲、印尼、斐濟、菲律賓、密克羅尼西亞、所羅門群島、東加等海域。

## 深度
水深1至15公尺。

## 特徵
本魚體略呈圓柱狀，稍側扁；眼略突出，腹鰭癒合成吸盤。魚體白色，散布許多深褐色斑點，腹部具黃色橫帶，尾鰭長圓形，背鰭硬棘7枚；背鰭軟條11枚；臀鰭硬棘1枚；臀鰭軟條11枚，體長可達8公分。

## 生態
本魚棲息在礁沙混合區或礁岩外圍的礫石地，依附在大石頭旁築洞而居，與槍蝦互利共生居住在洞穴中。屬雜食性，以底藻及小型底棲無脊椎動物為食。

## 經濟利用
可當作觀賞魚。